# Jan Derk Huibers
Jan Derk Huibers (Deventer, 27 december 1829 – Zeist, 7 april 1918) was een Nederlands schilder, tekenaar en tekenleraar.

## Leven en werk
Huibers was een zoon van de Deventer koopman Jan Derk Huibers en Maria Elisabet Fonck. Hij trouwde in 1868 met Elisabet Gerarda Hendriks. Huibers werd opgeleid aan de Avondtekenschool in Deventer bij Jacob Jansen Vredenburg. Hij vervolgde zijn studie aan de Koninklijke Academie voor Schone Kunsten van Antwerpen en de Rijksakademie van beeldende kunsten in Amsterdam. Hij schilderde onder meer genrevoorstellingen, portretten, stadsgezichten en stillevens. Huibers was lid van Arti et Amicitiae in Amsterdam. Hij exposeerde bij Arti, de tentoonstellingen van Levende Meesters en elders, en won diverse prijzen. In 1876 won hij op een Arti-tentoonstelling de koninklijke gouden aanmoedigingsmedaille, met zijn schilderij Van huis geweest, Thérèse Schwartze won de zilveren medaille.
Tekenleraar
Huibers werd in 1868 leraar aan de tekenschool van de Maatschappij tot Nut van 't Algemeen in Utrecht en in 1872 aan de burgeravondschool en de tekenschool in Zwolle. Vanaf de oprichting in 1881 was hij als leraar verbonden aan de Amsterdamse Rijksnormaalschool voor Teekenonderwijzers en de Rijksschool voor Kunstnijverheid. Hij was daarnaast bestuurslid van de Nederlandsche Vereeniging voor Teekenonderwijs. In 1895 werd hij benoemd tot ridder in de Orde van Oranje-Nassau. Per 1 maart 1901 ging Huibers met pensioen. Bij zijn afscheid kreeg hij diverse geschenken aangeboden en werd hij toegesproken door onder anderen directeur Willem Molkenboer namens de leraren en Huib Luns namens de leerlingen. Enkele andere leerlingen van hem waren Charles Bakker, Co Breman, Franz Deutmann, Leo Gestel, Suze Middendorp, Xeno Münninghoff, Georg Rueter, Kees Smout, Tjipke Visser en Dirk de Vries Lam.
De schilder overleed op 87-jarige leeftijd. In Deventer is een straat naar hem vernoemd.

## Enkele werken

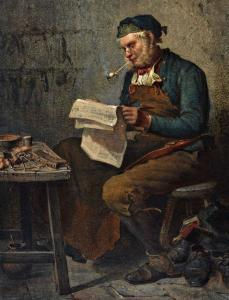
De schoenlapper (1867)
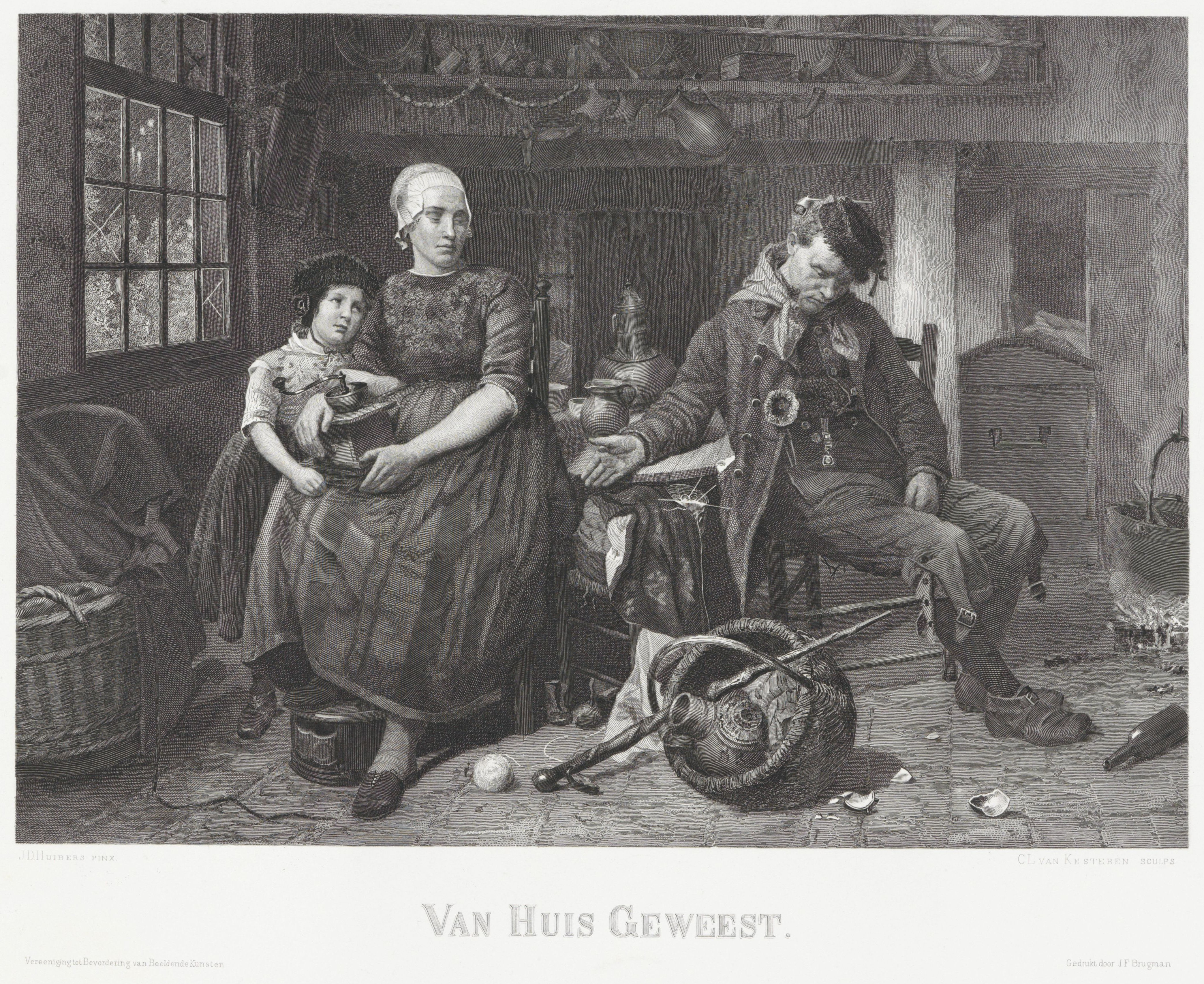
Prent van C.L. van Kesteren naar het prijswinnende schilderij Van huis geweest van J.D. Huibers
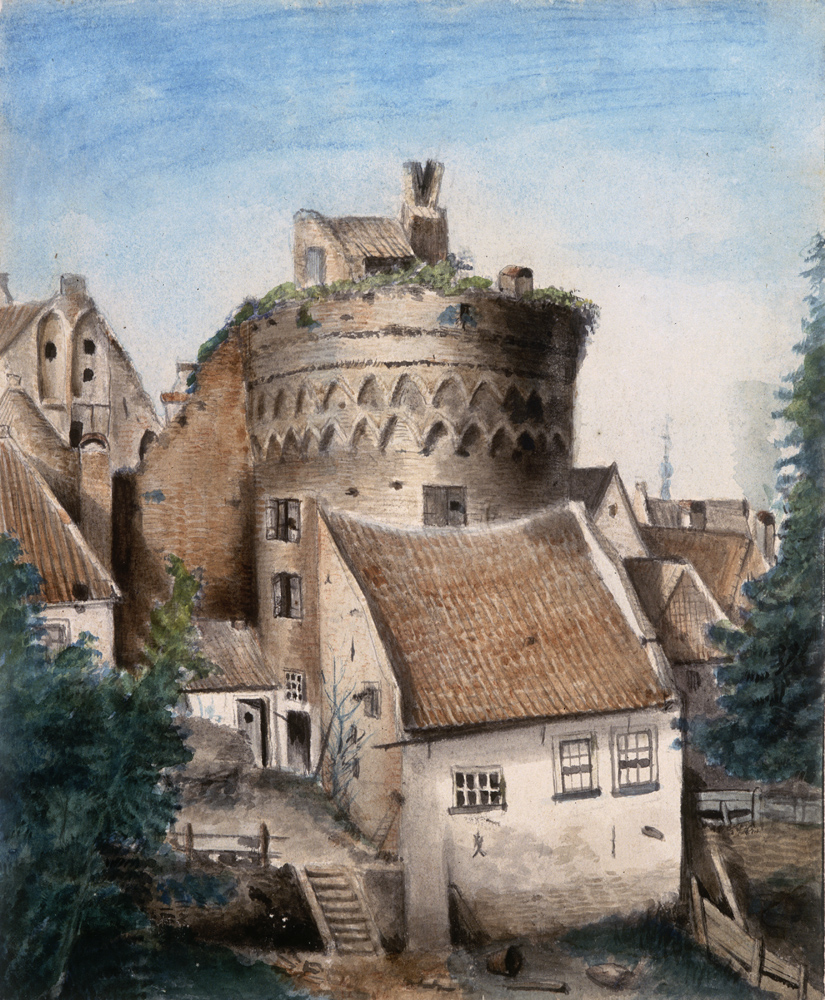
Walstraat met vestingtoren in Deventer (1892)
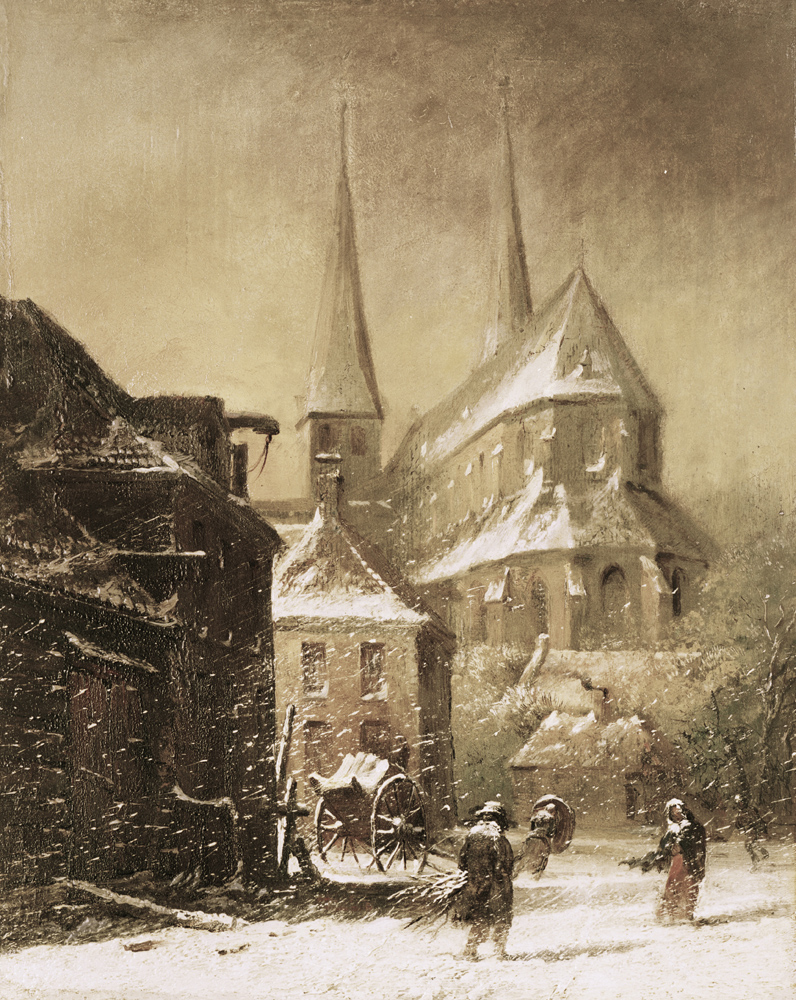
Bergkerk in Deventer in de sneeuw (ca. 1900)